# Liste der Kulturgüter in Medel (Lucmagn)
Die Liste der Kulturgüter in Medel (Lucmagn) enthält alle Objekte in der Gemeinde Medel (Lucmagn) im Kanton Graubünden, die gemäss der Haager Konvention zum Schutz von Kulturgut bei bewaffneten Konflikten, dem Bundesgesetz vom 20. Juni 2014 über den Schutz der Kulturgüter bei bewaffneten Konflikten sowie der Verordnung vom 29. Oktober 2014 über den Schutz der Kulturgüter bei bewaffneten Konflikten unter Schutz stehen.
Objekte der Kategorie A sind im Gemeindegebiet nicht ausgewiesen, Objekte der Kategorie B sind vollständig in der Liste enthalten, Objekte der Kategorie C fehlen zurzeit (Stand: 1. Januar 2023).

## Kulturgüter
| Foto |                                                                   | Objekt                                                                       | Kat. | Typ | Standort                      | Beschreibung |
| ---- | ----------------------------------------------------------------- | ---------------------------------------------------------------------------- | ---- | --- | ----------------------------- | ------------ |
| BW   | Datei hochladen · Wikidata zu Haus mit Wandmalerei (Q29784931)    | Haus mit Wandmalerei / Chasa cun picturas murales KGS-Nr.: 03104             | B    | G   | Survitg 3 708580 / 170215     |              |
| ja   | Datei hochladen · Wikidata zu Kapelle St. Giagl (Q29784932)       | Kapelle St. Gallus / Chaplutta Sogn Gagl KGS-Nr.: 03105                      | B    | G   | Sogn Gagl 309 705654 / 162818 |              |
| ja   | Datei hochladen · Wikidata zu Kapelle St. Rochus Pardé (Q1728441) | Kapelle St. Rochus / Chaplutta Sogn Roc KGS-Nr.: 03107                       | B    | G   | Pardé 205 708048 / 167689     |              |
| ja   | Datei hochladen · Wikidata zu St. Martin (Medel) (Q29784934)      | Katholische Kirche St. Martin / Baselgia catolica Sogn Martin KGS-Nr.: 03108 | B    | G   | Platta 165 708320 / 168438    |              |